# Кам'янець столичний
«Кам'яне́ць столи́чний» — новела Юрія Липи. Зображує Кам'янець-Подільський 1919 року, коли місто було тимчасовою столицею Української Народної Республіки.

## Характеристика новели
Новелу «Кам'янець столичний», що увійшла до другого тому тритомника новел «Нотатник», виданого 1936 року у Львові, можна розглядати і як нарис. Як зазначає доктор філологічних наук Віра Просалова в монографії «Текст у світі текстів Празької літературної школи» (2005), цілком ймовірно, що прототипами зображених героїв були реальні особи, яких міг знати автор (1919 року він навчався на правничому факультеті Кам'янець-Подільського державного українського університету). Дослідниця припускає, що в процесі роботи над «Нотатником» Юрій Липа користувався своїм записником. Принаймні, на думку Віри Просалової, географічна конкретність творів, що зображували то Одесу, то Кам'янець, дає підстави для таких припущень.
Реальний стан в оточеному більшовиками Кам'янці-Подільському подається через сприймання героїв новели, котрі по-різному оцінюють те, що відбувається. Кинута одним із персонажів репліка «Кам'янець столичний», винесена в заголовок твору, набуває в новелі діаметрально протилежного тлумачення: від сентиментально-розчуленого, патетичного — до зневажливого, глумливого, адже невеличке місто, що стало осідком Головного отамана, потерпає тепер від голоду і куль. Та оточені навіть не усвідомлюють усієї загрози («в місті може тільки кілька осіб знає про наш стан»), адже Симон Петлюра, щоб часом не зчинилася паніка, приймає парад, на вулиці лунають марші. Незважаючи на небезпеку, герої заспокоюють себе одвічним: «нема чого хвилюватися», «якось буде».
Комплекси перечуленості, м'якотілості, розслабленості, нещадно тавровані Євгеном Маланюком, проступають у бездіяльності персонажів, котрі рефлексують, говорять, але не діють. Як зазначає Віра Просалова, хронологічна точність відтворених подій (17 липня 1919 року) нагадує запис у щоденнику, зроблений, проте, не похапцем, не нашвидкуруч, а зважено, осмислено, з проєкцією у минуле і майбутнє. Завдяки введенню різних точок зору — ботаніка, інженера, історика, філолога тощо — ситуація співвідноситься з періодом князювання Святослава, постає багатовимірно.
Характер інтелігента в новелі «Кам'янець столичний» досліджувала кандидат філологічних наук Валентина Гасанова. Вона зробила висновок, що «Кам'янець столичний» — це одна з новел Юрія Липи, в якій героїчний характер інтелігента виписано масштабно й глибоко. На думку дослідниці, письменнику вдалося створити образ героя нового типу — інтелігента, безмежно відданого ідеї, цілеспрямованого й діяльного. Як зазначає Валентина Гасанова, «персонажі Юрія Липи — люди витонченої душевної організації, високого інтелекту, природні провідники, герої європейські, а водночас — типові представники свого народу».

## Герої новели
Зі щирим співчуттям зображує Юрій Липа образ молодого вченого-іхтіолога Парфана, знаменитого тим, що відкрив «в Сочі, чи в Анапі, чи в іншій чорноморській бухті незнаний рід гарпактид і дав йому назву Льонґіпедія понтіка…» Покинувши вчені заняття, Парфан став армійським «культосвітником», працював на фронті, доки не захворів на тиф. Саме в образі Парфана реалізувалася авторська концепція героїчного характеру інтелігента в обставинах війни. Він є типом діяльного інтелектуала, його культосвітництво полягає в тому, щоб розкрити перед вояками-фронтовиками справжнє призначення України. При потребі Парфан готовий узяти до рук зброю, щоб захищати українську державність.
Антиподом Парфана в новелі виступає філолог-слов'янознавець Масник. Ці герої протиставлені навіть у портретних характеристиках: Масник — «великий, червоний, дебелий», він «одразу наповнив галасом цілу низьку кімнату». Парфан — «блідий, як видиво», після тифу він «змиршавів», навіть ходить хитаючись — постать «із вічно слабо обрисованою усмішкою на блідих великих устах і здивованою зморшкою на високім, чистім чолі». Масник, розмовляючи, «гримить», голос Парфана ледве чутний. Коли стає відомо, що Кам'янець — «у передсмертних кліщах», тобто в більшовицькому оточенні, для героїв настає «момент істини». Вони поводяться по-різному: скептичний ботанік Моначевський спокійно повідомляє про те, що «ще хвиля, може, і трісне сигнальна ракета над містом, засурмлять тривогу сурми, нам роздадуть рушниці, і…» А з щойно самовпевненим Масником робиться істерика.